# 横尾泰輔
横尾 泰輔（よこお たいすけ、1975年1月20日 - ）は、元NHKのアナウンサー。

## 人物
横浜市立相武山小学校、横浜市立港南中学校、神奈川県立清水ヶ丘高等学校を経て、早稲田大学第二文学部に進学。1998年、NHKにアナウンサーとして入局。2024年3月をもってNHKを退職した。同年4月より神戸大学法科大学院（神戸大学大学院法学研究科・法学部）に入学。

## 嗜好・挿話
- 2003年7月26日発生の宮城県北部地震をNHK仙台放送局への着任初日に経験、以来災害報道はライフワークだと読売新聞のインタビューで述べている。2004年10月23日発生の新潟県中越地震で、旧山古志村の全村避難などを現場近くから中継リポートしている。
- 国会中継や日曜討論など政治関連番組の取材・制作を担当。
- 2008年4月に33歳で土日正午のNHKニュースに起用され、2か月後の2008年6月8日に秋葉原通り魔事件、6月14日に岩手・宮城内陸地震の臨時ニュースを担当している。
- 2010年2月27日のチリ地震による遠地津波では、岩手県や北海道の沿岸部に到達した津波をスタジオで実況した[3]。
- 2010年4月から平日正午のNHKニュースのキャスター。北朝鮮関連の臨時ニュースが多く、ミサイル発射・誤探知[4]、延坪島砲撃[5]、金正日死去[6]などの一報を伝えた。
- 2011年3月11日の東日本大震災では、大津波警報発表後、東京のスタジオから被災地に向けて避難を呼びかけ続けた[7]。
- 2012年4月のNHK大阪放送局への異動について、首都直下地震で東京のNHKが放送不能となった場合に大阪から全国放送する機能強化プロジェクトの一環として送り込まれることを、東京新聞が報じている。大阪でもテレビ・ラジオで災害・防災関連の番組を担当し、毎年9月1日にNHKラジオ第1で放送のいのちのラジオや、阪神・淡路大震災20年特別番組などのキャスターを務めた。
- 2015年4月から神戸市にある人と防災未来センターの特別研究調査員（非常勤）。自身が担当した震災報道を分析した論文「東日本大震災の初動報道に関する当事者分析：キャスター自身による分析・調査と実践的考察」（京都大学教授の矢守克也と共著）を日本災害情報学会誌「災害情報」にて発表。「命を守ることば」をテーマに、行政機関や大学などで講演を行っている。
- 2017年6月から放送部副部長（アナウンス）としてNHK静岡放送局勤務[8]。
- 2021年7月から東京アナウンス室に復帰、アナウンス室報道担当副部長としてマネジメントの仕事に専念した[9]。

## 過去の担当番組
青森放送局時代（1998年度 - 2002年度）
- 青森県のニュース・中継・リポート
- あっぷるワイド（18時台キャスター）

仙台放送局時代（2003年度 - 2005年度）
- 宮城県・東北地方のニュース
- NHKスペシャル「データマップ63億人の地図」（リポーター）
- ウィークエンド東北（キャスター・2004年4月 - 2006年3月）

東京アナウンス室時代（1度、2006年度 - 2011年度）
- NHKニュースおはよう日本（平日4時台隔週・2006年4月 - 2007年3月）
- きょうのニュース&スポーツ（2007年8月20日 - 31日・野村正育のキャスター代行）
- NHKニュース（土日の正午・午後3時・午後6時担当、2008年4月5日 - 2010年3月28日）
- 衆院選2009 開票速報（2009年8月31日未明、小選挙区の開票速報担当[10]）
- NHKニュース（平日の午前11時・正午・午後1時・午後6時担当、2010年3月29日 - 2012年3月30日）

大阪放送局時代（2012年度 - 2017年5月）
- 関西のニュース
- ニューステラス関西（キャスター・2012年4月2日 - 2014年3月28日）
- ニュースほっと関西（森田洋平・青井実のキャスター代行など）
- お元気ですか日本列島（大阪局から放送する場合のキャスター・2012年5月11日 - 2013年3月）
- 情報まるごと（月1回大阪局から放送する場合のキャスター・2013年5月30日 - 2014年度）
- 阪神・淡路大震災20年「あの日を胸に“生きる”」（キャスター）
- ニュース・気象情報 （全国の定時ニュース）（不定期：午後2時）（大阪局から放送した場合）
- ウイークエンド関西（キャスター・2014年4月5日 - 2017年4月1日）
- いのちのラジオ（キャスター・2014年9月1日 - 2017年3月）

静岡放送局時代（2017年6月 - 2021年6月）
- 静岡局制作番組の編集責任者
- アナウンス業務全般
- 放送部副部長
- 静岡県のニュース
- たっぷり静岡（編集責任者）
- さらさらサラダ静岡（編集責任者）
- 緊急報道（静岡放送局発）

神戸放送局時代（2023年7月 - 2024年3月）
- 兵庫ニュース845（キャスター）
- 関西発ラジオ深夜便（不定期・主にコーナー出演など）
- リブラブひょうご（編集責任）
- ぐるっと関西おひるまえ兵庫（編集責任）
- アナウンスグループ統括
- 神戸局制作番組の編集責任